# Prix national de la jeune poésie (Espagne)
Pour les articles homonymes, voir Prix national de poésie.
Le prix national de la jeune poésie (en espagnol : Premio Nacional de Poesía Joven « Miguel Hernández », ou de son nom complet Premio Nacional de Literatura en la modalidad de Poesía Joven «Miguel Hernández»), est un prix national de littéraire d'Espagne qui est attribué chaque année par le ministère espagnol de la Culture pour la meilleure œuvre poétique écrite par un jeune poète espagnol, dans l'une des langues en Espagne, et pour laquelle la première édition a eu lieu l'année avant la remise de la récompense. Le prix est doté de 20 000 euros.

## Histoire
À l'occasion du centenaire de la naissance de Miguel Hernández, le Ministère de la Culture d'Espagne décide de créer le nouveau Prix national de la jeune poésie « Miguel Hernández », le 14 octobre 2010.
Le ministère fait le constat qu'il y a une production importante de poésie espagnole et hispano-américaine, et que c'est en grande partie dû aux jeunes créateurs. Pourtant, ceux-ci ne parviennent pas à émerger et à voir leurs œuvres lues. Ainsi, le ministère espagnol souhaite offrir une première opportunité à ces auteurs en créant un prix avec un nom aussi significatif, et ainsi développer un peu plus la poésie espagnole et hispano-américaine.

## Liste des lauréats
- 2011 - Laura Casielles (es), pour Los idiomas comunes[3],[4]
- 2012 - Martha Asunción Alonso, pour Detener la primavera[5],[6],[7]
- 2013 - Unai Velasco, pour En este lugar[8],[9]
- 2014 - Carlos Loreiro, pour Los poemas de Marcelo Aguafuerte. Crónicas para El buey Apis[10],[11]
- 2015 - Gonzalo Hermo, pour Celebración (en galicien)[12]
- 2016 - Constantino Molina, pour Las ramas del azar[13]
- 2017 - Ángela Segovia, pour La curva se volvió barricada[14]
- 2018 - Berta García Faet (es), pour Los salmos fosforitos[15]
- 2019 - Xaime Martínez Menéndez, pour Cuerpos perdidos en las morgues[16]
- 2020 - Alba Cid (es), pour Atlas[17]
- 2021 - María Elena Higueruelo Illana, pour Los días eternos[18]
- 2022 - Ismael Ramos (gl) pour Lixeiro (traduit en espagnol sous le titre Ligero)[19]
- 2023 - Mayte Gómez Molina (es) pour Los trabajos sin Hércules[20]
- 2024 - Lola Tórtola (es), pour Los dioses destruidos[21]